# Javier Lozano Barragán
Javier Lozano Barragán, född 26 januari 1933 i Toluca i delstaten Mexico, död 20 april 2022 i Rom, var en mexikansk romersk-katolsk kardinal och ärkebiskop. Han var ordförande för Påvliga rådet för hälsovårdspastoral från 1997 till 2009.

## Biografi
Javier Lozano Barragán studerade vid Påvliga universitetet Gregoriana i Rom, där han blev licentiat i filosofi och doktor  i dogmatisk teologi. Han prästvigdes den 30 oktober 1955.
I juni 1979 utnämndes Lozano Barragán till titulärbiskop av Thinisa in Numidia och hjälpbiskop av Mexiko ärkestift och vigdes den 15 augusti samma år av kardinal Ernesto Corripio Ahumada i Guadalupebasilikan i Mexico City. Kardinal Corripio Ahumada assisterades vid detta tillfälle av kardinal Miguel Darío Miranda y Gómez och biskop José Esaul Robles Jiménez. I oktober 1984 installerades Lozano Barragán som biskop av Zacatecas. År 1997 efterträdde han kardinal Fiorenzo Angelini på posten som ordförande för Påvliga rådet för hälsovårdspastoral. Efter att ha lagt ned biskopsstaven i Zacatecas erhöll han titeln ärkebiskop ad personam.
Den 21 oktober 2003 upphöjde påve Johannes Paulus II Lozano Barragán till kardinaldiakon med San Michele Arcangelo som titeldiakonia. Han deltog i konklaven 2005, vilken valde Benedikt XVI till ny påve. År 2014 blev Lozano Barragán kardinalpräst med Santa Dorotea som titelkyrka.